# Бракпан
Бракпан (англ. Brakpan) — город с составе городского округа Экурхулени провинции Гаутенг Южно-Африканской Республики.
Находится в 29 км восточнее Йоханнесбурга и 60 км от г. Претории.
Население — 73 080 человек (2011). Негры составляют 39,7 % населения города, белые — 53,5 %, цветные — 2,5 %, азиаты — 4,1 %, остальные — 0,4 %.

## История
Возник в 1886 году. Быстрый рост населения был связан с обнаружением здесь залежей угля (в 1888 году) и золота (в 1905 году), вызвавшего золотую лихорадку в первые годы XX века.
До 1912 пригород Бенони. Статус города получил в 1919 году.
Сейчас Бракпан является частью горно-промышленного комплекса области East Rand золотопромышленного района Витватерсранд, один из крупнейших центров золотодобычи. Кроме золота, ведëтся добыча урана.
В городе сосредоточено несколько металлообрабатывающих предприятий.

## Персоналии
- Уилсон, Дезире (р. 1953) — южноафриканская спортсменка-автогонщик, участница чемпионата мира по автогонкам в классе Формула-1.